# Sung Yu-ri
Sung Yu-ri (in hangŭl 성유리; Tubinga, 3 marzo 1981) è un'attrice e cantante sudcoreana.

## Carriera
Nata in Germania, ha debuttato nel mondo musicale nel 1998 come membro del gruppo K-pop Fin.K.L.. Il girl group ha pubblicato quattro album in studio tra il 1998 ed il 2002.
Ha iniziato a recitare nel 2002 ed è apparsa in diverse serie TV di successo come Cheonnyeon ji-ae (2003), Nun-ui yeo-wang (2006), Hong Gil-dong (2008), Feast of the Gods (2010) e Romance Town (2011).
Nel 2010 e nel 2011 ha pubblicato due singoli da solista.

## Discografia
Album con le Fin.K.L
- 1998 - Blue Rain
- 1999 - White
- 1999 - S.P.E.C.I.A.L
- 2000 - Now
- 2001 - Melodies & Memories
- 2002 - Eternity